# Aglaops homaloxantha
Aglaops homaloxantha is een vlinder uit de familie van de grasmotten (Crambidae). De wetenschappelijke naam van deze soort is voor het eerst voorgesteld als Pyrausta homaloxantha door Edward Meyrick in een publicatie uit 1933.
De soort komt voor in Fiji.